# World Team Challenge 2004
Il World Team Challenge 2003 si è svolto il 28 dicembre alla Veltins-Arena di Gelsenkirchen.
La competizione si articola in due fasi: una prima gara in mass start e una seconda gara di inseguimento, con distacchi dimezzati. 

## Risultati
| Pos | Atleti                                      | Nazione     | Tempo   |
| --- | ------------------------------------------- | ----------- | ------- |
| 1   | Ole Einar Bjørndalen e Liv Kjersti Eikeland | Norvegia    | 50:37,2 |
| 2   | Vincent Defrasne e Sandrine Bailly          | Francia     | +0:39,3 |
| 3   | Tomasz Sikora e Magdalena Gwizdoń           | Polonia     | +0:47,5 |
| 4   | Wladimir Dratschow e Alena Subrylawa        | Bielorussia | +0:52,4 |
| 5   | Michael Greis e Martina Glagow              | Germania    | +0:53,5 |
| 6   | Sergei Roschkow e Olga Saizewa              | Russia      | +0:55,2 |
| 7   | Ricco Groß e Kati Wilhelm                   | Germania    | +1:10,6 |
| 8   | Halvard Hanevold e Jori Mørkve              | Norvegia    | +1:17,4 |
| 9   | Andreas Birnbacher e Simone Denkinger       | Germania    | +1:21,4 |
| 10  | Janez Marič e Andreja Mali                  | Slovenia    | +2:08,8 |
| 11  | Pavol Hurajt e Anna Murínová                | Slovacchia  | +2:17,2 |
| 12  | Peter Sendel e Katrin Apel                  | Germania    | +2:40,4 |